# Chi Mao lương
Chi Mao lương, tên khoa học Ranunculus, là một chi lớn của 500 loài thực vật có hoa trong họ Mao lương.
Ranunculus repens là loài mao lương phổ biến rộng rãi trẻn các khu vườn ở Bắc Âu, sở hữu bộ rễ cứng rắn. Hai mao lương khác cũng phổ biến đó là Ranunculus bulbosus và Ranunculus acris. Thông thường, mao lương nở sớm nhất vào mùa xuân, và nở liên tục suốt cả mùa hè.

## Độc tính
Mao lương là một loài có độc, khi còn tươi ăn vào có thể gây ra một số triệu chứng như phồng rộp ở vùng miệng, niêm mạc và đường tiêu hoá. Ngoài ra cũng gây tiêu chảy ra máu, đau bụng và chảy nước bọt liên tục. Trong chăn nuôi, độc tính này gây bỏng rát và phát ban tạm thời ở động vật.